# 648
Cette page concerne l'année 648  du calendrier julien. Pour l'année 648 av. J.-C., voir 648 av. J.-C. Pour le nombre 648, voir 648 (nombre).
L'année 648 est une année bissextile qui commence un mardi.

## Événements
- Printemps : expédition du gouverneur arabe de Syrie Mu'awiyya d'Akko vers Chypre (ou en 649) ; un traité est signé et les habitants de l'île deviennent tributaires à la fois des Arabes et des Byzantins[1].
- Septembre[2] : Typos (formule) du basileus Constant II, qui déclare la fin de l’ekthesis d’Héraclius. Il défend toute querelle sur le dogme et confirme le monothélisme. Le pape Théodore Ier condamne le typos dans un concile réuni à Rome. Il dépose et excommunie le patriarche de Constantinople Paul II[3].

- Asie centrale : le roi du Khotan est emmené à Chang'an, la capitale des Tang[4].